# مختار وزیری
مختار وزیری (زادهٔ ۱۳۴۰ در آبادان) نمایندهٔ حوزهٔ انتخابیهٔ کهنوج و منوجان در دورهٔ هفتم مجلس شورای اسلامی بوده‌است. وی پیش‌تر در دورهٔ ششم نیز عضو این مجلس بود. در حال حاضر عضو مجمع تشخیص مصلحت نظام در سمت معاونت پارلمانی این مجمع مشغول به فعالیت میباشد 
جستارهای